# Pseudodreata
Pseudodreata is een geslacht van vlinders van de familie Anthelidae.

## Soorten
- P. aroa (Bethune-Baker, 1904)
- P. strigata Bethune-Baker, 1904